# Paula Kelly (színművész)
Paula Alma Kelly (Jacksonville, Florida, 1942. október 21. – Whittier, Kalifornia, 2020. február 8.) amerikai színésznő, táncosnő.

## Filmográfia

### Film
| Év   | Magyar cím             | Eredeti cím                             | Szerep                     | Magyar hang         |
| ---- | ---------------------- | --------------------------------------- | -------------------------- | ------------------- |
| 1969 | Édes Charity           | Sweet Charity                           | Helene                     | Csongrádi Kata      |
| 1969 | Édes Charity           | Sweet Charity                           | Helene                     | Juhász Róza         |
| 1969 | Édes Charity           | Sweet Charity                           | Helene                     | Kocsis Mariann      |
| 1971 | Az Androméda törzs     | The Andromeda Strain                    | Karen Anson                | Martin Márta        |
| 1971 | Az Androméda törzs     | The Andromeda Strain                    | Karen Anson                | Kiss Virág Magdolna |
| 1972 | Hűvös szellő           | Cool Breeze                             | Martha Harris              |                     |
| 1972 |                        | Top of the Heap                         | fekete nő                  |                     |
| 1972 |                        | Trouble Man                             | Cleo                       |                     |
| 1973 | Zöld szója             | Soylent Green                           | Martha                     |                     |
| 1973 |                        | The Spook Who Sat by the Door           | Dahomey Queen              |                     |
| 1974 | Három kemény fickó     | Three Tough Guys                        | Fay                        |                     |
| 1974 | Eltévedt csillagok     | Lost in the Stars                       | Rose                       |                     |
| 1974 |                        | Uptown Saturday Night                   | Leggy Peggy / Mrs. Lincoln |                     |
| 1976 |                        | Drum                                    | Rachel                     |                     |
| 1986 | Táncos Jo Jo           | Jo Jo Dancer, Your Life Is Calling      | Satin Doll                 |                     |
| 1993 | Elbaltázott bankrablás | Bank Robber                             | anya                       |                     |
| 1994 | Leszámolók             | Drop Squad                              | Tilly néni                 |                     |
| 1995 |                        | Once Upon a Time...When We Were Colored | Ma Pearl                   |                     |

### Televízió
| Év        | Magyar cím                            | Eredeti cím                              | Szerep                             | Megjegyzések                                 |
| --------- | ------------------------------------- | ---------------------------------------- | ---------------------------------- | -------------------------------------------- |
| 1968      |                                       | The Carol Burnett Show                   | táncoktató                         | 1 epizód                                     |
| 1970      |                                       | The Young Lawyers                        | Wilma                              | 1 epizód                                     |
| 1970–1974 |                                       | Medical Center                           | Ellie James / Ames                 | 2 epizód                                     |
| 1973      |                                       | Sanford and Son                          | Olayia                             | 1 epizód                                     |
| 1975      |                                       | Cannon                                   | Cora Bloom                         | 1 epizód                                     |
| 1975–1976 | San Francisco utcáin                  | The Streets of San Francisco             | Carol / A. Chamberlain             | 1 epizód                                     |
| 1975–1977 |                                       | Police Woman                             | Linda Summers                      | 3 epizód                                     |
| 1976      |                                       | Peter Pan                                | Tiger Lily                         | tévéfilm                                     |
| 1976–1981 |                                       | Insight                                  | Grace (Holy Ghost) / Vilma Johnson | 2 epizód                                     |
| 1977      |                                       | The Richard Pryor Show                   | Betty 'Satin Doll'                 | 1 epizód                                     |
| 1977      | Kojak                                 | Kojak                                    | Janet Carlisle                     | 1 epizód                                     |
| 1979      |                                       | Good Times                               | Dr. Kelly                          | 1 epizód                                     |
| 1980      |                                       | The Cheap Detective                      | Inez Krowder                       | rövidfilm                                    |
| 1981      |                                       | Trapper John, M.D.                       | Betty Simons                       | 1 epizód                                     |
| 1983      |                                       | Chiefs                                   | Liz Watts                          | minisorozat (1 epizód)                       |
| 1983      |                                       | Feel the Heat                            | Sally Long                         | próbaepizód                                  |
| 1984      |                                       | Night Court                              | Liz Williams                       | főszereplő (1. évad)                         |
| 1984      |                                       | Hot Pursuit                              | Connie                             | 1 epizód                                     |
| 1984–1985 |                                       | Santa Barbara                            | Ginger Jones                       | visszatérő szereplő (24 epizód)              |
| 1985      | Zsarublues                            | Hill Street Blues                        | Mrs. Eagleton                      | 1 epizód                                     |
| 1985      |                                       | Finder of Lost Loves                     | Alice Taylor-Hancock               | 1 epizód                                     |
| 1986      | Egy kórház magánélete                 | St. Elsewhere                            | Sylvia                             | 1 epizód                                     |
| 1986      |                                       | Amen                                     | Leona                              | 1 epizód                                     |
| 1987      | Tamás bátya kunyhója                  | Uncle Tom's Cabin                        | Cassy                              | tévéfilm                                     |
| 1987      |                                       | CBS Summer Playhouse                     | Lois Poole hadnagy                 | 1 epizód                                     |
| 1987      | Öreglányok                            | The Golden Girls                         | Marguerite Brown                   | 1 epizód                                     |
| 1989      |                                       | The Women of Brewster Place              | Theresa                            | minisorozat (2 epizód)                       |
| 1989      | Mission: Impossible – Az akciócsoport | Mission: Impossible                      | Pepper Leveau                      | - 1 epizód - magyar hangja: - Kocsis Mariann |
| 1990      |                                       | American Playhouse                       | ismeretlen szerep                  | 1 epizód                                     |
| 1991      |                                       | Baby Talk                                | Claire                             | 3 epizód                                     |
| 1992      |                                       | Room for Two                             | Diahnn Boudreau                    | 2 epizód                                     |
| 1994      |                                       | South Central                            | Sweets                             | 4 epizód                                     |
| 1995      | Mentőangyalok                         | University Hospital                      | Dr. Leslie Bauer                   | 1 epizód                                     |
| 1996      | A megálmodott futás                   | Run for the Dream: The Gail Devers Story | Mrs. Devers                        | tévéfilm                                     |
| 1999      | Sírig tartó barátság                  | Any Day Now                              | ismeretlen szerep                  | 1 epizód                                     |